# Praxibulus queenslandicus
Praxibulus queenslandicus är en insektsart som beskrevs av Kenneth Hedley Lewis Key 1989. Praxibulus queenslandicus ingår i släktet Praxibulus och familjen gräshoppor. Inga underarter finns listade i Catalogue of Life.